# Biserica Catolică în România

## În țară
Credincioșii catolici din România sunt organizați în două entități distincte, aflate în comuniune, și anume Biserica Romano-Catolică din România (de rit latin) și Biserica Română Unită cu Roma, Greco-Catolică (de rit bizantin). Pe lângă aceste două rituri, în România se mai găsesc și catolici de rit armean, având un ordinariat propriu, afiliat Arhidiecezei de Alba Iulia, cea mai veche episcopie catolică din țară.
Cele mai importante ordine religioase catolice feminine din România sunt: Surorile Baziliene (organizate după regula Sf. Vasile cel Mare), Congregația Surorilor Maicii Domnului, Congregația Inimii Neprihănite etc. Ordine religioase masculine sunt: franciscanii (conventuali, observanți și capucini), bazilienii (Ordinul Sfântului Vasile cel Mare), iezuiții (Societatea lui Isus), benedictinii (Ordinul Sfântului Benedict), dominicanii (Ordo Praedicatorum) etc.

## Ierarhie
Biserica Catolică este condusă de papa Romei. În prezent, papa de la Roma este Papa Leon al XIV-lea.
Ambasadorul papal este nunțiul apostolic. Conform Convenției de la Viena privind relațiile diplomatice (1961), nunțiul apostolic este, de regulă, decanul corpului diplomatic din statul în care este acreditat, în afara cazului în care statul respectiv stabilește altfel. De la 1 ianuarie 1998, Guvernul României a revenit la tradiția ca nunțiului apostolic să-i fie recunoscută onoarea de decan al corpului diplomatic.
În prezent, arhiepiscopul Giampiero Gloder este acreditat ca nunțiu apostolic în România și în Republica Moldova.